# Marianne Rosenbaum
Marianne Samaan Worlicek Rosenbaum (* 22. Mai 1940 in Leitmeritz, Reichsgau Sudetenland, als Marianne Worlicek; † 29. Oktober 1999 in München) war eine deutsche Filmregisseurin und Drehbuchautorin. 

## Werdegang
Rosenbaum verbrachte nach der Flucht ihre Kindheit in Sossau bei Straubing, umgeben von „blutenden und gequälten barocken Heiligenfiguren.“ Nach dem Abitur studierte sie an der Münchner Kunstakademie. 1965 erhielt sie als Malerin ein Stipendium der Deutschen Akademie Rom in die Villa Massimo. Von 1967 bis 1972 schloss sie ein Filmstudium in Prag an. 
Rosenbaum war dann als freie Mitarbeiterin bei ARD und ZDF tätig. Zusammen mit ihrem Mann, dem syrischen Filmregisseur Gérard Saaman (1943–2001), gestaltete sie z. B. die bekannte Kinderserie „Neues aus Uhlenbusch“ und machte zahlreiche Dokumentarfilme. 
1983 veröffentlichte sie ihren ersten Kinofilm Peppermint Frieden mit Peter Fonda in der Hauptrolle, der in Schwarzweiß die Nachkriegsjahre bis 1950 nachzeichnete. Dann entstand der Fernsehfilm Sonntagskind oder der Umstände halber (1988) nach dem Kinderbuch von Gudrun Mebs. 1996 erschien der Film Lilien in der Bank, der von Wende-Erlebnissen inspiriert war und den sie gemeinsam mit Gérard Samaan drehte.
Rosenbaum unterrichtete an der Münchner und Potsdamer Filmhochschule. 1984 wurde sie als Mitglied der Akademie der Künste Berlin berufen. 
Nach Rosenbaum ist eine Berufsschule in Straubing benannt.

## Filmographie (Auswahl)
- 1983: Peppermint Frieden
- 1988: Das Sonntagskind oder der Umstände halber (Fernsehfilm)
- 1996: Lilien in der Bank

## Auszeichnungen
- 1984 Max-Ophüls-Preis für Peppermint Frieden